# Руни, Уэйн
Уэ́йн Марк Ру́ни (англ. Wayne Mark Rooney; род. 24 октября 1985, Ливерпуль, Англия) — английский футболист и футбольный тренер.
Будучи игроком, выступал на позициях оттянутого нападающего и центрального полузащитника. Многими признаётся лучшим английским футболистом своего поколения.
С 10-летнего возраста выступал за молодёжную академию «Эвертона», а в 2002 году дебютировал в основном составе «ирисок». Проведя два года в основе мерсисайдского клуба, летом 2004 года перешёл в «Манчестер Юнайтед» за 25,6 млн фунтов. В том же году получил прозвище «Уазза» (по аналогии с «Газза», прозвищем Пола Гаскойна). С тех пор он выиграл пять чемпионских титулов Премьер-лиги, Лигу чемпионов УЕФА, Лигу Европы УЕФА, Кубок Англии и три Кубка Футбольной лиги. Также становился обладателем наград «Игрок сезона английской Премьер-лиги», «Игрок года по версии футболистов ПФА» и «Футболист года по версии Ассоциации футбольных журналистов» в 2010 году. Занимает первое место в списке лучших бомбардиров «Манчестер Юнайтед» за всю историю, забив за команду 253 гола. Также занимает второе место в списке лучших бомбардиров Премьер-лиги за всю историю (208 голов), и является обладателем рекорда по наибольшему числу голов, забитых в Премьер-лиге за один клуб (183 гола за «Манчестер Юнайтед»).
В 2003 году дебютировал за сборную Англии. Является самым молодым игроком, забившим гол за сборную Англии. Сыграл на трёх чемпионатах Европы (2004, 2012 и 2016) и трёх чемпионатах мира (2006, 2010 и 2014). Является вторым после Гарри Кейна бомбардиром в истории сборной Англии (53 гола). Дважды был удалён в матчах за сборную, что является рекордом, который он разделяет с Дэвидом Бекхэмом.
После завершения карьеры игрока начал тренерскую карьеру. С ноября 2020 по июнь 2022 года был главным тренером клуба «Дерби Каунти», выступавшего в Чемпионшипе, а с июля 2022 года по октябрь 2023 года тренировал клуб MLS «Ди Си Юнайтед».
В октябре 2010 года возглавил список самых высокооплачиваемых футболистов мира с зарплатой 250 тысяч фунтов в неделю. В 2012 году Уэйн входил в пятёрку самых высокооплачиваемых футболистов мира с годовым доходом более 17 млн фунтов, включая доходы от спонсорских контрактов. В 2013 году Руни был признан самым богатым футболистом Англии, имея в своём активе 45 млн фунтов. В 2016 году финансовые активы Руни составляли 82 млн фунтов, и он был признан самым богатым спортсменом в Великобритании, опередив Энди Маррея и Рори Макилроя.

## Ранние годы
Руни родился и вырос в Крокстете, районе Ливерпуля, в семье разнорабочего Томаса Уэйна Руни и домохозяйки Джанетт Мэри Руни (в девичестве — Морри). Семья Руни имела ирландские корни и проживала в католическом окружении. Уэйн стал первым ребёнком в семье, позднее у него появились два младших брата: Грэм и Джон; все трое учились в католическом Деласальском колледже в Крокстете, Ливерпуль. Все родственники Руни были страстными болельщиками «Эвертона», и сам Уэйн с детства болел за этот клуб, а героем его юности был шотландский нападающий Данкан Фергюсон.

## Клубная карьера

### Начало карьеры
Однажды наша команда до 9 лет играла с мальчиками из «Эвертона», и они полностью нас разгромили. Руни забил несколько голов [на самом деле, шесть], но был один гол, который выделялся из всех. Это был, по сути, классический удар ножницами, идеальный удар в падении через себя, что в исполнении парня восьми или девяти лет от роду было действительно чем-то особенным.
Уэйн с раннего детства играл в футбол на дворовых площадках, а в возрасте семи лет впервые сыграл за команду паба «Вестерн», забив в этой игре победный мяч. Впоследствии выступал за школьную команду Ливерпуля, забив за сезон 72 гола. В возрасте девяти лет, когда Руни выступал за «Копплхаус бойс» в лиге Уолтона и Керкдейла (забив 99 голов в сезоне), его заметил скаут «Эвертона» Боб Пендлтон, и пригласил Уэйна на просмотр. Скауты «Ливерпуля» также пригласили Уэйна на просмотр в «Мелвуд», однако Руни выбрал «Эвертон», подписав с «ирисками» школьный контракт. Выступая за академию «Эвертона», Руни часто подавал мячи на матчах основного состава, а в 1996 году 11-летний Уэйн вышел на поле «Гудисон Парк» перед мерсисайдским дерби в качестве талисмана «Эвертона». В сезоне 1995/96 (своём первом сезоне в академии «Эвертона») Уэйн забил 114 голов в 29 матчах. Руни быстро прогрессировал, и в 15-летнем возрасте уже выступал за команду «Эвертона» до 19 лет. В 2002 году забил восемь голов в восьми матчах Молодёжного кубка Англии, включая гол в проигранном финале против «Астон Виллы».

### Основной состав «Эвертона»
Руни — самый большой английский талант, который я видел с момента моего прибытия в Англию. С тех пор, как я работаю здесь главным тренером, определённо не было больше игроков до 20 лет, настолько же хороших, как он.
20 апреля 2002 года 16-летний Руни впервые попал в заявку «Эвертона» на матч Премьер-лиги против «Саутгемптона», однако провёл всю встречу на скамейке запасных. Летом 2002 года он отправился с основным составом «Эвертона» в тренировочный лагерь в Австрии для предсезонной подготовки. 15 июля Руни забил свой первый гол за основную команду «ирисок» в товарищеском матче против клуба «Брук», а в следующей игре против команды «Вайц» сделал хет-трик. Всего в предсезонном турне он забил восемь мячей. 17 августа 2002 года дебютировал за «ирисок» в официальном матче, выйдя в стартовом составе против «Тоттенхэма». 2 октября он впервые забил за «Эвертон» в официальных турнирах, сделав «дубль» в матче Кубка Футбольной лиги против «Рексема». Таким образом, Руни стал самым молодым голеадором «Эвертона» в истории клуба, побив рекорд Томми Лоутона. 19 октября, за пять дней до своего семнадцатилетия, Руни забил дальним ударом победный гол в ворота «Арсенала», прервав 30-матчевую беспроигрышную серию «канониров» в Премьер-лиге. Кроме того, Руни стал самым молодым голеадором в истории Премьер-лиги (он забил гол в возрасте 16 лет и 360 дней; этот рекорд был позднее побит сначала Джеймсом Милнером, а затем Джеймсом Воном). 3 ноября Руни забил единственный гол в матче с «Лидсом», в котором «Эвертон» победил со счётом 1:0.
В декабре Руни получил награду лучшему молодому спортсмену 2002 года по версии BBC. 14 декабря он забил победный гол в ворота «Блэкберна». В «день подарков» 26 декабря 2002 года Уэйн получил первую в своей карьере красную карточку в матче против «Бирмингем Сити». В январе 2003 года Руни подписал первый в своей карьере профессиональный контракт с «Эвертоном», сделавший его одним из самых высокооплачиваемых юных игроков в мировом футболе с зарплатой около 13 тыс. фунтов в неделю. 23 марта Уэйн забил единственный гол за «ирисок» в проигранном «Арсеналу» матче. 6 апреля он забил гол в ворота «Ньюкасла», в котором «Эвертон» выиграл со счётом 2:1, а 26 апреля забил победный гол на последних минутах матча против «Астон Виллы». Всего в своём первом сезоне в «Эвертоне» Руни сыграл 37 матчей и забил 8 мячей.
В сезоне 2003/04 Руни забил свой первый гол 26 августа в матче против «Чарльтона», после чего не мог забить почти четыре месяца. 13 декабря матче 16-го тура Премьер-лиги против «Портсмута» «Эвертон» уступал со счётом 1:0, но после выхода Руни на замену сначала Ли Карсли сравнял счёт, а затем сам Уэйн вывел «ирисок» вперёд. Игра так и завершилась со счётом 2:1 в пользу «Эвертона». Во втором тайме этого матча произошёл небольшой казус: Руни толкнул Стива Стоуна, после чего покинул поле, решив, что судья его удалил. Однако удаления не было: арбитр ограничился лишь жёлтой карточкой. После этого Уэйн вернулся в игру. 20 декабря в матче против «Лестер Сити» Руни вновь забил, выйдя на поле со скамейки запасных. 28 декабря 2003 года Уэйн провёл свою 50-ю игру в чемпионате в матче против «Бирмингема», отметившись в нём победным голом. 21 февраля 2004 Руни сделал свой первый «дубль» в Премьер-лиге в матче против «Саутгемптона». 13 марта он забил победный гол в матче с «Портсмутом» на 78-й минуте встречи, замкнув пас Томаша Радзински, а неделю спустя отличился в игре с «Лестер Сити», вновь с передачи канадца. 13 апреля Уэйн забил свой последний гол в сезоне дальним ударом с 18 метров в матче против «Лидс Юнайтед». Всего в сезоне 2003/04 Руни забил за клуб 9 голов в 40 матчах, а «Эвертон» завершил сезон на 17-м месте.

### Трансфер
Из-за огромного ажиотажа, вызванного ярким выступлением Уэйна на чемпионате Европы 2004 года, «Эвертон» выступил со специальным заявлением, в котором утверждалось, что Руни не будет продан менее чем за 50 млн фунтов. Клуб предложил Уэйну продлить действующий контракт, увеличив зарплату до 50 000 фунтов в неделю, однако Руни отверг это предложение. В борьбу за подписание перспективного футболиста вступили «Ньюкасл» и «Манчестер Юнайтед». «Ньюкасл» сделал «Эвертону» предложение в размере 20 млн фунтов, однако руководство мерсисайдского клуба его отвергло. После этого Руни потребовал выставить его на трансфер. 31 августа 2004 года было официально объявлено о переходе Уэйна Руни в «Манчестер Юнайтед». Сумма сделки составила около 20 млн фунтов (27 млн с учётом бонусов). Трансфер был завершён всего за несколько часов до закрытия трансферного окна.
Трансфер Руни остаётся третьим по стоимости трансфером игрока из Великобритании за всю историю (дороже обошлись только трансфер одноклубника Руни по «Манчестер Юнайтед» Рио Фердинанда и переход форварда Энди Кэрролла из «Ньюкасла» в «Ливерпуль»). Однако сумма, уплаченная за трансфер Руни, до сих пор остаётся рекордной для игрока, не достигшего 20 лет.

### «Манчестер Юнайтед»

#### 2004/05
В «Манчестер Юнайтед» Руни получил футболку с номером «8». Он дебютировал в составе «Юнайтед» 28 сентября 2004 года в матче группового этапа Лиги чемпионов против турецкого клуба «Фенербахче», сделав хет-трик и отдав ещё одну голевую передачу (матч завершился победой «Юнайтед» со счётом 6:2). Руни стал самым молодым автором хет-трика в Лиге чемпионов (ему было 18 лет и 335 дней). Кроме того, Руни стал лишь вторым игроком в истории «Манчестер Юнайтед», которому удалось забить три гола в дебютном матче за клуб (после Чарли Сэгара, сделавшего хет-трик в ворота «Бристоль Сити» в 1905 году). 24 октября в памятном матче против «Арсенала» Руни заработал пенальти, который реализовал Руд ван Нистелрой, а затем и сам забил с игры. «Манчестер Юнайтед» одержал победу в этой встрече со счётом 2:0 и прервал 49-матчевую беспроигрышную серию «Арсенала» в Премьер-лиге. 14 ноября Уэйн сделал «дубль» в выездном матче с «Ньюкаслом». 15 января 2005 года Руни принёс «красным дьяволам» победу в дерби с «Ливерпулем», забив в ворота Ежи Дудека дальним ударом. 26 февраля Уэйн сделал «дубль» в матче с «Портсмутом», завершившимся победой «Юнайтед» со счётом 2:1. 24 апреля в матче против «Ньюкасла» на «Олд Траффорд» Руни забил гол с дальней дистанции, слёту пробив внешней стороной стопы; комментаторы назвали этот гол «потрясающим».
Для «Манчестер Юнайтед» сезон 2004/05 сложился в целом неудачно: в Премьер-лиге команда заняла лишь 3-е место, в Кубке Футбольной лиги проиграла в полуфинале «Челси», в Лиге чемпионов выбыла после поражения от «Милана» в первом раунде плей-офф, а в финале Кубка Англии уступила «Арсеналу» по пенальти. В этом сезоне Руни стал лучшим бомбардиром команды, забив 11 голов в Премьер-лиге и 17 — во всех турнирах за «Манчестер Юнайтед», а также удостоился награды лучшему молодому игроку по версии ПФА.

#### 2005/06
Свой первый гол в сезоне 2005/06 Руни забил в первом туре Премьер-лиги, в матче против «Эвертона» на «Гудисон Парк». 14 сентября 2005 года в первом матче группового этапа Лиги чемпионов против испанского «Вильярреала» (завершившегося со счётом 0:0) Руни был удалён за саркастические аплодисменты в адрес судьи, который показал ему жёлтую карточку. «Манчестер Юнайтед» удачно выступил в Кубке Футбольной лиги, и 26 февраля 2006 года вышел в финал, где встретился с «Уиганом». В этой игре Руни сделал «дубль» и был признан лучшим игроком матча. «Юнайтед» выиграл со счётом 4:0, а Руни получил первую в своей карьере профессиональную медаль. Победа в Кубке Футбольной лиги стала единственным трофеем «Юнайтед» в сезоне. В Премьер-лиге чемпионский титул снова завоевал лондонский «Челси», а «Манчестер Юнайтед» занял 2-е место. В Кубке Англии «Юнайтед» выбыл после поражения от «Ливерпуля» в пятом раунде, а в Лиге чемпионов впервые за 11 лет не смог выйти из группы. В этом сезоне Руни забил за «Манчестер Юнайтед» 16 голов в чемпионате и 19 — во всех турнирах.

#### 2006/07
4 августа 2006 года в матче предсезонного турне «Манчестер Юнайтед» против «Порту» Руни был удалён за удар локтем португальского защитника Пепе. Несмотря на товарищеский характер того матча, Футбольная ассоциация Англии дисквалифицировала Руни на три официальных игры, базируясь на 23-страничном отчёте, высланном арбитром матча Рудом Боссеном. Руни написал письмо с официальным протестом в Футбольную ассоциацию, ссылаясь на отсутствие санкций по отношению к другим игрокам, которые также были удалены в товарищеских матчах, однако ФА отклонила протест Руни.
В первом туре Премьер-лиги Руни сделал «дубль» в ворота «Фулхэма», который был разгромлен на «Олд Траффорд» со счётом 5:1. Однако после этого он не мог забить в десяти играх подряд (включая матчи клуба и сборной Англии), и лишь 28 октября ему удалось отличиться в матче против «Болтона», в котором он сделал хет-трик. 18 ноября в выездном матче против «Шеффилд Юнайтед» «красные дьяволы» проигрывали со счётом 1:0, но благодаря двум голам Уэйна Руни одержали волевую победу со счётом 2:1. В матче Кубка Англии против «Портсмута» Руни, выйдя на замену, забил два гола в ворота Дэвида Джеймса, причём один из них — с расстояния 23 метров. 17 марта 2007 года Уэйн вновь отличился в матче против «Болтона», сделав «дубль», а «Юнайтед» одержал победу со счётом 4:0. 4 апреля 2007 года Руни забил важный гол в выездном матче 1/4 финала Лиги чемпионов против «Ромы» («Юнайтед» проиграл эту встречу со счётом 2:1); он также отличился в ответном матче с «Ромой» на «Олд Траффорд», когда «Манчестер Юнайтед» выиграл со счётом 7:1. В первом полуфинальном матче Лиги чемпионов против «Милана» на «Олд Траффорд» Руни забил два мяча, а «Юнайтед» выиграл со счётом 3:2. Однако в ответном матче на «Сан-Сиро» «Милан» выиграл со счётом 3:0, выбив «Манчестер Юнайтед» из Лиги чемпионов. В финале Кубка Англии «Юнайтед» уступил «Челси» со счётом 0:1, однако в чемпионате занял первое место, опередив «Челси» на 6 очков. Всего по итогам сезона 2006/07 Руни забил 23 гола во всех турнирах — ровно столько же, сколько и его одноклубник Криштиану Роналду.

#### 2007/08
30 июня 2007 года стало известно, что Руни будет выступать под номером «10», освободившимся после ухода нидерландского нападающего Руда ван Нистелроя в «Реал Мадрид» годом ранее. Уэйн официально получил десятый номер от бывшего нападающего «Юнайтед» и сборной Шотландии Дениса Лоу, легендарной «десятки» «Манчестер Юнайтед».
12 августа 2007 года, в первом же матче сезона 2007/08 против «Рединга», Руни получил перелом плюсневой кости стопы (матч завершился без забитых голов со счётом 0:0). Ожидалось, что Уэйн пропустит около двух месяцев. Но 26 августа Алекс Фергюсон заявил, что Руни может вернуться на поле уже через три недели.
2 октября Уэйн Руни вернулся на поле после травмы и забил гол в матче группового этапа Лиги чемпионов против «Ромы». «Юнайтед» выиграл эту встречу со счётом 1:0. Четыре дня спустя Уэйн забил свой первый гол в Премьер-лиге сезона 2007/08, завершив разгром «Уигана» на «Олд Траффорд» точным ударом головой в ворота Криса Киркланда после подачи Дэнни Симпсона. Это был четвёртый гол «Юнайтед» в этой встрече, которая завершилась со счётом 4:0. 20 октября Руни сделал «дубль» в матче против «Астон Виллы» на «Вилла Парк», который завершился победой «красных дьяволов» со счётом 4:1. 9 ноября в ходе тренировки Руни повредил лодыжку, из-за чего пропустил игры против сборной Хорватии, «Блэкберна», «Болтона» и «Спортинга». Ожидалось, что Руни пропустит минимум четыре недели, но восстановление прошло быстрее и Уэйн вернулся к тренировкам уже через две недели. Он вышел на поле 3 декабря в матче с «Фулхэмом», проведя на поле 70 минут. Руни сыграл в большинстве оставшихся матчей сезона, забив в общей сложности 18 мячей (из них 12 в Премьер-лиге), включая «дубли» в ворота «Ньюкасла» 23 февраля и «Астон Виллы» 29 марта 2008 года. 11 мая Уэйн выиграл второй в своей карьере титул чемпиона английской Премьер-лиги, когда «Юнайтед» победил на выезде «Уиган» в последнем туре чемпионата. 21 мая 2008 года Руни сыграл в финале Лиги чемпионов УЕФА, в котором «Манчестер Юнайтед» обыграл «Челси» в серии послематчевых пенальти, и завоевал первую в своей карьере медаль победителя Лиги чемпионов УЕФА.

#### 2008/09
Свой первый гол в сезоне 2008/09 Руни забил 27 сентября 2008 года в матче пятого тура Премьер-лиги против «Болтон Уондерерс». 4 октября в выездном матче против «Блэкберна» на «Ивуд Парк» Руни стал самым молодым в истории Премьер-лиги футболистом, сыгравшим 200 матчей в этом турнире. 30 ноября в манчестерском дерби Руни принёс победу своей команде, забив единственный гол в ворота Джо Харта. Это был сотый гол Уэйна в его профессиональной карьере на клубном уровне. 14 января 2009 года он забил гол в ворота «Уигана» на 54-й секунде (этот гол оказался победным в матче), но уже на восьмой минуте покинул поле из-за травмы подколенного сухожилия. Руни пропустил три недели из-за травмы, не сыграв в двух кубковых матчах и четырёх матчах в Премьер-лиге. Он вернулся на поле 18 февраля, заменив Димитра Бербатова во втором тайме матча против «Фулхэма». Через две минуты после выхода на поле он отметился забитым мячом в ворота Марка Шварцера, установив окончательный счёт в матче — 3:0 в пользу «Юнайтед». 25 апреля 2009 года «Манчестер Юнайтед», уступая по ходу матча «Тоттенхэму» со счётом 2:0, смог забить пять голов в ворота соперника, из них два забил Уэйн Руни. Матч завершился победой «Манчестер Юнайтед» со счётом 5:2. Всего в сезоне 2008/09 Руни забил 20 голов во всех турнирах, включая 12 голов в Премьер-лиге, а «Манчестер Юнайтед» выиграл Премьер-лигу, набрав 90 очков.

#### 2009/10
Руни забил свой первый гол в сезоне 2009/2010 на 90-й минуте матча за Суперкубок Англии. Основное время завершилось со счётом 2:2; в серии послематчевых пенальти победу одержал «Челси». Руни стал автором единственного гола в первом матче Премьер-лиги сезона 2009/10 против «Бирмингем Сити». В следующем матче чемпионата «Юнайтед» не смог забить ни одного гола и проиграл дебютанту Премьер-лиги, клубу «Бернли» на «Терф Мур» со счётом 1:0. Три дня спустя, 22 августа 2009 года, Руни забил свой 100-й и 101-й гол за «Манчестер Юнайтед» в матче третьего тура Премьер-лиги против «Уигана», который завершился со счётом 5:0.
29 августа в матче против «Арсенала» на «Олд Траффорд» Руни сравнял счёт в игре, забив важнейший гол с пенальти. Матч завершился победой «Юнайтед» со счётом 2:1. Спустя пять дней после этого матча Руни прокомментировал пенальти, забитый им в ворота «Арсенала»: «Все, кто следит за моей игрой, знают, что я честный футболист. Я играю настолько честно, насколько это возможно. Если судья назначает пенальти, ты ничего не можешь с этим поделать». 20 сентября Руни забил один мяч в драматичном манчестерском дерби на «Олд Траффорд», которое завершилось победой «Юнайтед» со счётом 4:3 благодаря голу, забитому Майклом Оуэном на 95-й минуте. 28 ноября Руни сделал «хет-трик» в выездном матче чемпионата против «Портсмута», который завершился победой «Манчестер Юнайтед» со счётом 4:1. Два из трёх своих голов Руни забил с пенальти. 27 декабря Уэйн был признан «игроком матча» во встрече с «Халл Сити», которая завершилась победой «Юнайтед» со счётом 3:1. Руни принял участие во всех четырёх голах, забитых в этом матче: сначала он забил сам, открыв счёт в концовке первого тайма, затем отдал неудачный пас, который привёл к пенальти в ворота «Манчестер Юнайтед». Потом он вынудил ошибиться Энди Доусона, забившего автогол, и, наконец, отдал голевой пас на Димитра Бербатова. Три дня спустя, 30 января 2009 года, Руни забил ещё один гол в матче против «Уигана», завершившегося разгромом «латикс» со счётом 5:0. 23 января 2010 года Руни забил 4 гола в матче против «Халл Сити», оформив первый «покер» в своей карьере. 27 января Уэйн забил головой победный гол в ворота «Манчестер Сити» в ответном полуфинальном матче Кубка Лиги. «Юнайтед» обыграл «Сити» со счётом 4:3 по сумме двух матчей и вышел в финал Кубка Лиги. 31 января 2010 года в матче с «Арсеналом» Руни забил свой 100-й гол в Премьер-лиге (свой первый гол в Премьер-лиге Руни также забил «Арсеналу»). 16 февраля Руни открыл счёт своим голам в розыгрыше Лиги чемпионов сезона 2009/10, забив головой два мяча в ворота «Милана». Матч завершился победой «Манчестер Юнайтед» со счётом 3:2, ознаменовав первую победу «красных дьяволов» над «россонери» на «Сан-Сиро». 23 февраля Уэйн отметился «дублем» в ворота «Вест Хэма». 28 февраля Руни забил победный гол в ворота «Астон Виллы» в финале Кубка Лиги, который завершился со счётом 2:1. 10 марта, в ответном матче 1/8 финала Лиги чемпионов против «Милана» на «Олд Траффорд» Руни сделал «дубль», а «Манчестер Юнайтед» одержал убедительную победу над итальянским клубом со счётом 4:0 (7:2 по сумме двух встреч). Таким образом, к 10 марта на голевом счету Руни было уже 30 голов во всех турнирах. 14 марта Уэйн сделал очередной «дубль» в чемпионате, на этот раз — в матче против «Фулхэма», в котором «красные дьяволы» победили со счётом 3:0. 21 марта в принципиальном матче Премьер-лиги с «Ливерпулем» Руни забил важнейший гол, добив в сетку ворот Пепе Рейны мяч, отражённый после удара Уэйна с одиннадцатиметровой отметки. «Юнайтед» победил в этой встрече со счётом 2:1. 30 марта Руни открыл счёт в матче 1/4 финала Лиги чемпионов против мюнхенской «Баварии», в котором «Манчестер Юнайтед» уступил со счётом 2:1. В конце этого матча Уэйн получил травму лодыжки, из-за которой, как ожидалось, он пропустит от двух до трёх недель, включая важнейший матч чемпионата против «Челси». Несмотря на прогнозы, Руни вернулся в строй уже через восемь дней, выйдя в стартовом составе «Юнайтед» в ответном матче Лиги чемпионов против «Баварии» на «Олд Траффорд». К 41-й минуте «Манчестер Юнайтед» вёл в матче со счётом 3:0, но впоследствии пропустил от «Баварии» два мяча и выбыл из розыгрыша Лиги чемпионов по правилу выездного гола. Руни был заменён по ходу матча, так как снова травмировал лодыжку. После этого он провёл ещё три матча в Премьер-лиге, но так и не смог забить ни одного мяча, уступив звание лучшего бомбардира чемпионата Дидье Дрогба в последнем туре.
Забить столько голов сейчас это фантастика, но это всё ещё не лучший мой сезон. Я забивал 76 голов в сезоне, когда мне было 11 лет. Но это лучший мой результат в профессиональной карьере, и я знаю, что в следующем сезоне от меня будут ждать повторения.
25 апреля 2010 года Руни был назван игроком года по версии футболистов, а затем был признан футболистом года по версии журналистов и болельщиков, а также вошёл в символическую сборную Премьер-лиги сезона 2009/2010.

#### 2010/11
Первый гол в сезоне Руни забил 28 августа в матче против «Вест Хэм Юнайтед», реализовав пенальти. Согласно официальному сайту статистики «Манчестер Юнайтед», этот гол стал 9000-м в истории клуба.
19 октября на пресс-конференции накануне матча Лиги чемпионов против турецкого «Бурсаспора» главный тренер «Манчестер Юнайтед» Алекс Фергюсон сообщил о том, что Руни не собирается продлевать свой контракт с «Юнайтед» и хочет покинуть клуб. На следующий день Руни выступил с официальным заявлением, в котором подтвердил своё желание покинуть «Юнайтед». Однако он изменил решение, и 22 октября продлил контракт с «Манчестер Юнайтед» до 2015 года.
Руни пропустил почти месяц из-за травмы лодыжки и вернулся на поле только 20 ноября, выйдя на замену в матче против «Уигана». 24 ноября Руни вышел в стартовом составе на матч Лиги чемпионов против шотландского «Рейнджерс». В этой игре он принёс своему клубу победу, реализовав одиннадцатиметровый удар в концовке встречи, завершившейся со счётом 1:0. 1 января 2011 года в матче против «Вест Бромвича» Руни забил свой первый гол с игры в Премьер-лиге сезона 2010/2011; игра завершилась победой «Манчестер Юнайтед» со счётом 2:1. После матча Фергюсон сказал, что Руни продемонстрировал игру «мирового уровня».
1 февраля в матче 25-го тура Премьер-лиги против «Астон Виллы» Руни оформил «дубль», забив голы на первой и сорок пятой минутах, а «Манчестер Юнайтед» выиграл встречу со счётом 3:1. Таким образом, Руни впервые с марта 2010 года забил с игры на «Олд Траффорд». 12 февраля в матче 27-го тура Премьер-лиги против «Манчестер Сити» на 78-й минуте Руни забил гол ударом через себя в падении после передачи Нани. Этот гол, который комментаторы описали как «фантастический», «волшебный» и «потрясающий», стал победным для «красных дьяволов», которые выиграли матч со счётом 2:1. Сам Уэйн признался, что этот гол был лучшим в его профессиональной карьере. Спустя год по итогам голосования болельщиков, проведённого английской Премьер-лигой, этот гол был признан лучшим за первые 20 лет её существования.
2 апреля в драматичном матче против «Вест Хэма», в котором «Манчестер Юнайтед» проигрывал после первого тайма со счётом 0:2, Руни сделал хет-трик во втором тайме, забив гол со штрафного, гол с игры и гол с пенальти, а его команда одержала итоговую победу со счётом 4:2. Забив свой третий гол, Руни выругался в телекамеру, а через несколько часов после окончания матча принёс свои официальные извинения по этому поводу, признавшись, что его поведение было вызвано сильными эмоциями, и что он не адресовал оскорбления никому конкретно. Тем не менее Футбольная ассоциация Англии предъявила Уэйну обвинения в использовании «оскобительных и бранных выражений». Руни признал свою вину, однако подал апелляцию на автоматическую двухматчевую дисквалификацию. Футбольная ассоциация отклонила апелляцию, подтвердив, что Уэйн будет дисквалифицирован на два матча: игру Премьер-лиги против «Фулхэма» и полуфинал Кубка Англии против «Манчестер Сити». 6 апреля Руни стал автором единственного гола в матче 1/4 финала Лиги чемпионов против «Челси» на «Стэмфорд Бридж», замкнув пас Райана Гиггза; «Юнайтед» выиграл в этой встрече со счётом 1:0. 26 апреля Уэйн отличился в полуфинальной встрече Лиги чемпионов против «Шальке 04».
14 мая 2011 года Руни забил пенальти в матче с «Блэкберн Роверс», который завершился вничью 1:1, чего было достаточно для завоевания чемпионского титула, ставшего для «Манчестер Юнайтед» 19-м в высшем английском дивизионе, а для Уэйна — четвёртым.

#### 2011/12
В первом туре Премьер-лиги сезона 2011/12 Руни забил гол в ворота «Вест Бромвича» на «Хоторнс» после паса Эшли Янга. 28 августа в матче третьего тура Премьер-лиги против «Арсенала» сделал хет-трик, преодолев отметку в 150 забитых голов за «Юнайтед» во всех турнирах и став лучшим бомбардиром клуба в Премьер-лиге за всю историю. В следующем туре Премьер-лиги Руни вновь сделал хет-трик, на этот раз — в ворота «Болтон Уондерерс» на стадионе «Рибок», матч завершился разгромом «рысаков» со счётом 5:0. 18 сентября Уэйн забил третий гол «Юнайтед» в ворота «Челси», а также не смог забить пенальти в ворота Петра Чеха; «красные дьяволы» одержали победу в этой встрече со счётом 3:1. 18 октября Руни реализовал два пенальти в ворота румынского «Оцелула» в матче Лиги чемпионов, став лучшим английским бомбардиром в истории этого турнира с 26-ю мячами. После этого нападающий не забивал больше месяца и смог прервать свою «голевую засуху» лишь 10 декабря в матче Премьер-лиги против «Вулверхэмптона», сделав «дубль» после передач Нани и Антонио Валенсии. 21 декабря в матче против «Фулхэма» Уэйн сыграл свой 300-й матч в Премьер-лиге, забив в нём свой 130-й гол в этом турнире.
8 января 2012 года Руни забил два гола в ворота «Манчестер Сити» в матче 3 раунда Кубка Англии, который завершился победой «Юнайтед» со счётом 3:2. 5 февраля Уэйн реализовал два одиннадцатиметровых удара в матче с «Челси», который завершился со счётом 3:3. 11 февраля в матче 25 тура Премьер-лиги с «Ливерпулем» сделал дубль, а «Юнайтед» одержал победу со счётом 2:1. 11 марта Руни принёс «красным дьяволам» победу в матче против «Вест Бромвич Альбион», забив два гола в ворота Бена Фостера. Эта победа вывела «Юнайтед» на первое место в турнирной таблице Премьер-лиги. Накануне матча Премьер-лиги с «Вулверхэмптоном» во время предматчевой разминки на поле стадиона «Молинью» произошёл неприятный инцидент: после неудачного удара Руни по воротам мяч улетел в толпу болельщиков и попал в запястье девятилетнего мальчика, который попытался защититься рукой. Сила удара была такой, что ребёнок получил перелом запястья. Уэйн извинился перед пострадавшим, которым оказался юный болельщик «Манчестер Юнайтед» Джейми Томас, и подарил ему футболку со своим автографом.
По итогам сезона «Манчестер Юнайтед» финишировал в чемпионате на 2-м месте (уступив чемпионский титул землякам из «Манчестер Сити» лишь в последнем туре), а Руни занял второе место в списке лучших бомбардиров сезона в Премьер-лиге (27 мячей). Всего в сезоне он забил 34 гола.

#### 2012/13
25 августа 2012 года в матче с «Фулхэмом» Уэйн получил глубокое рассечение бедра после удара шипами Уго Родальеги, из-за чего выбыл из строя на месяц. 20 октября открыл счёт своим голам в сезоне: в матче 8 тура Премьер-лиги со «Сток Сити» сначала забил в свои ворота, а затем сделал «дубль» в ворота Асмира Беговича и отдал голевую передачу на Дэнни Уэлбека. Матч завершился победой «Юнайтед» со счётом 4:2. 1 декабря сделал «дубль» в матче 15-го тура Премьер-лиги с «Редингом», который завершился со счётом 4:3 пользу «красных дьяволов». В следующем туре вновь сделал «дубль», на этот раз — в ворота Джо Харта в манчестерском дерби 9 декабря. «Юнайтед» праздновал победу над «Сити» со счётом 3:2.
22 апреля 2013 года в игре 34-го тура Премьер-лиги против «Астон Виллы» Уэйн провёл свой 400-й матч за «Манчестер Юнайтед». После этого матча «Юнайтед» завоевал чемпионский титул, и Руни стал пятикратным чемпионом Англии. В мае 2013 года Алекс Фергюсон сообщил прессе, что Руни потребовал выставить себя на трансфер, но получил отказ.

#### 2013/14
По окончании сезона 2012/13 «Манчестер Юнайтед» покинул сэр Алекс Фергюсон, а новым главным тренером команды стал Дэвид Мойес, который ранее тренировал Руни в «Эвертоне». Несмотря на многочисленные слухи в СМИ о возможном уходе Уэйна из «Манчестер Юнайтед», Руни остался в клубе. Свой первый гол в сезоне он забил 14 сентября в матче против «Кристал Пэлас» прямым ударом со штрафного. 17 сентября в матче первого тура группового этапа Лиги чемпионов против леверкузенского «Байера» Руни сделал «дубль», доведя общее число голов, забитых за «Манчестер Юнайтед» в официальных матчах, до 200. В «день подарков» 26 декабря 2013 года забил свой 150-й гол за «Манчестер Юнайтед» в Премьер-лиге в выездном матче против «Халл Сити».
В феврале 2014 года продлил свой контракт с «Манчестер Юнайтед» на четыре года до июня 2019 года. 22 марта в игре с «Вест Хэм Юнайтед» сделал «дубль», причём первый гол забил дальним ударом практически из центрального круга. После этого матча Уэйн занял третье место в списке лучших бомбардиров в истории «Манчестер Юнайтед» с 212 мячами (опередив Джека Роули, забившего 211 мячей за клуб).
По итогам сезона 2013/14 Уэйн стал лучшим бомбардиром команды, забив 17 голов в Премьер-лиге и ещё 2 — в Лиге чемпионов.

#### 2014/15
Перед началом сезона по решению нового главного тренера «Манчестер Юнайтед» Луи ван Гала Руни был назначен капитаном команды, сменив на этом посту ушедшего в «Интер» Неманью Видича. 14 сентября Уэйн забил гол в ворота «Куинз Парк Рейнджерс», который стал для него 175-м в английской Премьер-лиге. По этому показателю он сравнялся с Тьерри Анри и вышел на третье место в списке бомбардиров Премьер-лиги за всю историю. 27 сентября 2014 года в игре с «Вест Хэм Юнайтед» Руни атаковал сзади полузащитника «молотобойцев» Стюарта Даунинга, за что получил прямую красную карточку и был дисквалифицирован на три матча. Отбыв дисквалификацию, Уэйн вернулся на поле в принципиальном матче с «Манчестер Сити». 22 ноября нападающий забил победный гол в ворота «Арсенала», воспользовавшись передачей Анхеля Ди Марии. 14 декабря Руни открыл счёт в матче с «Ливерпулем», который завершился победой «Юнайтед» со счётом 3:0.
26 декабря Уэйн отметился двумя голами и голевой передачей на Робина ван Перси в матче с «Ньюкасл Юнайтед», принеся «Манчестер Юнайтед» победу со счётом 3:1. По итогам декабря Руни был признан лучшим игроком месяца по мнению болельщиков «Манчестер Юнайтед».
В течение сезона Луи ван Гал использовал Руни как на позиции нападающего, так и центрального полузащитника.
По итогам сезона 2014/15 Руни стал лучшим бомбардиром «Манчестер Юнайтед», забив 12 голов в Премьер-лиге и ещё 2 — в Кубке Англии.

#### 2015/16
Сезон 2015/16 Руни начал в качестве единственного нападающего, но не мог забить на протяжении четырёх стартовых игр сезона. 26 августа 2015 года Уэйн прервал свою голевую «засуху», которая длилась 878 минут, забив три гола в ворота «Брюгге» в матче квалификационного раунда Лиги чемпионов. Это был его второй хет-трик в Лиге чемпионов УЕФА после дебютного матча за «Манчестер Юнайтед» против «Фенербахче» в 2004 году. Первый свой гол в чемпионате капитан «красных дьяволов» забил в ворота «Сандерленда» с передачи Антони Марсьяля, прервав свою одиннадцатиматчевую безголевую серию в Премьер-лиге. 19 декабря Уэйн провёл свою 500-ю игру за «Манчестер Юнайтед», сыграв в матче против «Норвич Сити».
Начало 2016 года для Руни получилось результативным: он сумел отличиться в трёх первых матчах года, дважды записывая на свой счёт победные голы (в матче Премьер-лиги против «Суонси Сити» 2 января и в матче Кубка Англии против «Шеффилд Юнайтед» 9 января). 12 января в матче с «Ньюкасл Юнайтед» Уэйн оформил «дубль», а также отдал голевую передачу на Джесси Лингарда; игра завершилась со счётом 3:3. 17 января 2016 года Уэйн забил победный гол в ворота «Ливерпуля» (этот гол стал единственным в матче, который завершился со счётом 1:0), побив тем самым рекорд Тьерри Анри по голам, забитым за одну команду в Премьер-лиге (на счету Руни их стало 176, в то время как прежний рекорд Анри составлял 175 голов).
В середине февраля Руни получил травму и выбыл из строя на два месяца. Вернуться на поле ему удалось лишь 13 апреля в кубковом матче против «Вест Хэм Юнайтед», выйдя на замену на последние минуты матча. В оставшихся матчах сезона Уэйн был переведён на позицию центрального полузащитника. По словам капитана «Манчестер Юнайтед» ему хотелось бы стать «новым Полом Скоулзом» для команды, приняв на себя роль диспетчера передач, обеспечивающим ширину атаки. В новой роли Руни смог проявить себя в концовке сезона. В последнем матче чемпионата Англии против «Борнмута» он был признан игроком матча, забив гол, а также отдав голевую и предголевую передачи. В финале Кубка Футбольной ассоциации капитан «красных дьяволов» также был признан игроком матча, сумев личным примером переломить неудачно складывающийся для команды матч — вскоре после пропущенного мяча от Джейсона Панчеона Руни совершил сольный проход из глубины поля, обыграв нескольких игроков «Кристал Пэлас» и отдав навесную передачу на Маруана Феллайни, который сбросил мяч под удар Хуану Мате, ставший голевым. Благодаря этому голу, матч был переведён в дополнительное время, в котором «Манчестер Юнайтед» смог забить ещё один гол усилиями Джесси Лингарда, несмотря на удаление Криса Смоллинга, и выиграть трофей. Во время награждения Руни в качестве капитана команды принял кубок из рук принца Уильяма и совместно с вице-капитаном Майклом Карриком продемонстрировал завоёванный трофей болельщикам.

#### 2016/17
В сезоне 2016/17 «Манчестер Юнайтед» выступал под руководством нового главного тренера: Луи ван Гала сменил португалец Жозе Моуринью. В начале сезона Руни сохранил за собой капитанскую повязку и место в стартовом составе. 7 августа Уэйн завоевал свой 14-й трофей в составе «Юнайтед», обыграв «Лестер Сити» в Суперкубке Англии. В первом туре Премьер-лиги Уэйн забил в ворота «Борнмута», чем помог своей команде одержать победу со счётом 3:1. 19 августа в матче второго тура Премьер-лиги против «Саутгемптона» Руни отдал голевую передачу на Златана Ибрагимовича; встреча завершилась со счётом 2:0 в пользу «красных дьяволов». Это игра стала для Руни 600-й на клубном уровне (Уэйн провёл 523-й матч составе «Манчестер Юнайтед» и ещё 77 матчей за «Эвертон»).
3 ноября 2016 года в матче группового этапа Лиги Европы против «Фенербахче» Руни забил свой 38-й гол в еврокубках, сравнявшись по этому показателю с клубным рекордом Руда ван Нистелроя, а уже через три недели Уэйн поразил ворота «Фейеноорда», установив новый рекорд. 6 ноября 2016 года в матче чемпионата Англии против «Суонси Сити» Руни сделал две голевые передачи, благодаря чему стал третьим игроком в истории Премьер-лиги, отдавшим 100 голевых передач, после Райана Гиггза (162) и Фрэнка Лэмпарда (102). 7 января 2017 года Руни забил 249-й гол за «Манчестер Юнайтед» (в ворота «Рединга» в рамках Кубка Англии), сравнявшись по этому показателю с легендарным Бобби Чарльтоном. 21 января 2017 года в гостевом матче Премьер-лиги против «Сток Сити», в котором Юнайтед уступал сопернику 0:1, Руни сравнял счёт ударом со штрафного на последней минуте добавленного времени, забив свой рекордный 250-й гол за «Манчестер Юнайтед».
24 мая 2017 года Руни в последний раз вышел на поле в составе «Манчестер Юнайтед». Уэйн вышел на замену в концовке финала Лиги Европы против амстердамского «Аякса» (матч завершился победой «красных дьяволов» со счётом 2:0).

### Возвращение в «Эвертон» (2017—2018)
В июле 2017 года Руни вернулся в «Эвертон», подписав с клубом двухлетний контракт. 12 августа Уэйн забил первый после возвращения гол за «ирисок», поразив ворота «Сток Сити» и принеся своему клубу минимальную победу. 21 августа забил гол в матче второго тура чемпионата Англии против «Манчестер Сити», который стал для него двухсотым в Премьер-лиге. Руни стал лишь вторым игроком в истории турнира после Алана Ширера, которому покорилась эта отметка. 29 ноября 2017 года Уэйн сделал хет-трик в ворота «Вест Хэм Юнайтед», причём один из своих мячей забил ударом со своей половины поля. Это был первый хет-трик Руни за «Эвертон» в АПЛ и 7-й для него в лиге. Кроме того, он обошел Майкла Оуэна по забитым голам в премьер-лиге в ворота «Вест Хэма» — у него стало 14 мячей.

### «Ди Си Юнайтед» (2018—2020)
28 июня 2018 года Уэйн подписал контракт с американским клубом MLS «Ди Си Юнайтед» сроком на три с половиной года. Его переход был завершён 10 июля 2018 года, когда открылось трансферное окно в MLS. По сведениям The Washington Post Руни подписал контракт по схеме «2,5+1» и за гарантированный период, как игрок подпадающий под действие «правила Бекхэма», получит в общем $13 млн. Его дебют в североамериканской лиге состоялся 14 июля в матче открытия нового стадиона «Ди Си Юнайтед» — «Ауди Филд», в котором, выйдя на замену на 58-й минуте вместо Даррена Мэттокса, помог вашингтонским «орлам» обыграть «Ванкувер Уайткэпс» со счётом 3:1, отдав результативную передачу, приведшую ко второму голу хозяев. 28 июля забил первый гол за команду в матче против «Колорадо Рэпидз». Матч завершился победой «Ди Си Юнайтед» со счётом 2:1. 3 сентября Руни поучаствовал во всех голах команды в домашнем матче чемпионата с «Атланта Юнайтед» (3:1). Он дважды ассистировал полузащитнику Луисано Акосте, а также реализовал пенальти. 7 октября в матче с «Чикаго Файр» (2:1) забил два гола. Всего в октябре забил пять голов, за что был назван игроком месяца в MLS. В ноябре Уэйн был номинирован на награду MVP сезона в MLS. По итогам сезона попал в символическую сборную MLS. Англичанин забил 12 голов и отдал 6 голевых передач в 21 матче.
16 марта 2019 года сделал свой первый хет-трик в составе «Ди Си Юнайтед» в матче против «Реал Солт-Лейк».

### «Дерби Каунти» (2020—2021)
6 августа 2019 года было объявлено о том, что в январе 2020 года Руни перейдёт в клуб Чемпионшипа «Дерби Каунти». Планировалось, что он будет совмещать функции игрока и тренера команды. 2 января 2020 года дебютировал за «баранов» в матче против «Барнсли», выйдя на поле с капитанской повязкой. В сезоне 2019/20 провёл за «Дерби Каунти» 24 матча и забил 6 мячей. 15 января 2021 года Уэйн объявил о завершении игровой карьеры. Свой последний матч в качестве профессионального футболиста Руни провёл 25 ноября 2020 года: это была игра Чемпионшипа против «Мидлсбро».

## Карьера в сборной
Перед вызовом в первую сборную Руни выступал за сборные Англии до 15, до 17 и до 19 лет. В 2002 году принял участие в чемпионате Европы для игроков до 17 лет. В матче за третье место против испанцев Руни сделал хет-трик, чем помог англичанам одержать победу со счётом 4:1 и завоевать бронзовые медали. Всего на турнире он забил 5 мячей.
В начале 2003 года Руни был вызван в основную сборную Англии. Его дебют за сборную состоялся 12 февраля 2003 года. Он стал самым молодым игроком сборной Англии, выйдя на поле в товарищеском матче против сборной Австралии в возрасте 17 лет и 111 дней (три года спустя рекорд был побит Тео Уолкоттом, который вышел на замену в товарищеском матче сборной Англии против сборной Венгрии в возрасте 17 лет и 75 дней). 6 сентября 2003 года Уэйн стал самым молодым автором гола в истории сборной, отличившись в матче против Македонии в возрасте 17 лет и 317 дней.
В 2004 году Руни в составе сборной Англии принял участие в чемпионате Европы в Португалии. 17 июня 2004 года Уэйн стал самым молодым автором гола в истории финальных турниров чемпионата Европы, сделав «дубль» в матче против сборной Швейцарии. Однако уже через четыре дня швейцарец Йохан Фонлантен побил этот рекорд, забив гол в ворота сборной Франции. В первом тайме четвертьфинального матча против сборной Португалии Руни получил травму и вынужден был покинуть поле, а Англия проиграла эту встречу по пенальти.
29 апреля 2006 года Руни получил травму в концовке матча английского чемпионата против «Челси». После медицинского обследования выяснилось, что нападающий получил перелом плюсневой кости стопы в столкновении с Паулу Феррейрой и его участие в чемпионате мира 2006 года находится под вопросом. Культовый статус Руни и его ключевая роль в национальной сборной сделали из его восстановления от травмы целую эпопею, активно освещаемую английской прессой. Пропустив первый групповой матч чемпионата мира против Парагвая, Руни смог выйти на замену во втором групповом матче сборной против Тринидада и Тобаго, а третью групповую игру против Швеции Уэйн начал в стартовом составе вместе с партнёром по атаке Майклом Оуэном. Чемпионат мира оказался неудачным для Руни и для его сборной: в четвертьфинальном матче против Португалии Уэйн был удалён за грубую игру против Рикарду Карвалью, а Англия покинула турнир, уступив португальцам в серии послематчевых пенальти.
Под руководством Стива Макларена Англия не смогла квалифицироваться на Евро-2008. В следующем отборочном цикле, уже к чемпионату мира 2010 года, Англия под руководством Фабио Капелло без проблем заняла первое место в группе, получив прямую путёвку в финальную часть чемпионата в ЮАР. Всего в отборочном цикле к чемпионату мира Руни забил 9 мячей. На самом чемпионате мира Руни не смог забить ни одного гола, а Англия выбыла из розыгрыша турнира в 1/8 финала, уступив Германии.
Англия квалифицировалась на Евро-2012, заняв первое место в своей отборочной группе. В заключительном матче отборочного этапа против Черногории 7 октября Руни был удалён за грубый фол против Миодрага Джудовича, после чего дисциплинарный комитет УЕФА принял решение о дисквалификации Уэйна на 3 матча группового этапа Евро-2012. Футбольная ассоциация подала апелляцию в УЕФА с просьбой сократить срок дисквалификации. 8 декабря УЕФА удовлетворил апелляцию, сократив срок дисквалификации Руни до двух матчей. Отбыв срок дисквалификации, 19 июня Уэйн вышел на поле в заключительном матче группового этапа против сборной Украины, забив единственный гол в этой встрече, позволивший Англии выйти в четвертьфинал. В четвертьфинальном матче против сборной Италии в основное и дополнительное время голов забито не было, после чего последовала серия послематчевых пенальти. Руни реализовал свой удар с одиннадцатиметровой отметки, однако из-за промахов Эшли Янга и Эшли Коула англичане проиграли со счётом 2:4.
12 сентября 2012 года в матче отборочного турнира к чемпионату мира против сборной Сан-Марино забил свой 30-й и 31-й голы за сборную, после чего вошёл в пятёрку лучших бомбардиров национальной команды, обойдя Тома Финни, Нэта Лофтхауса и Алана Ширера. Также в этой встрече он впервые вывел на поле сборную Англии с капитанской повязкой в матче, имеющем турнирное значение. Сам же чемпионат мира сложился для англичан крайне неудачно: они заняли последнее место в группе, набрав лишь одно очко в матче с Коста-Рикой, а сам Уэйн отметился одной голевой передачей в матче с итальянцами, а также забитым мячом в ворота сборной Уругвая.
28 августа 2014 года главный тренер сборной Англии Рой Ходжсон назначил Уэйна Руни новым капитаном сборной. Матч против сборной Словении, сыгранный 15 ноября 2014 года стал для Руни сотым за национальную команду. В этом матче нападающий забил гол, а англичане одержали победу со счётом 3:1.
8 сентября 2015 года в матче со сборной Швейцарии Руни забил свой 50-й гол за сборную и стал лучшим бомбардиром в истории национальной команды, побив рекорд Бобби Чарльтона (49 голов), который продержался 45 лет.
В мае 2016 года Руни был включён Роем Ходжсоном в расширенный список заявки сборной Англии для выступления на чемпионате Европы во Франции в качестве нападающего. Впрочем, включение Уэйна в список форвардов было встречено футбольными экспертами по-разному: Алан Ширер в интервью BBC заявил, что Руни должен уступить место в нападении Гарри Кейну и Джейми Варди, тогда как эксперт Sky Sports Пол Скоулз указал, что Уэйн должен быть в стартовом составе в качестве атакующего полузащитника или оттянутого форварда. Общественность также восприняла включение Руни в состав сборной неоднозначно из-за малорезультативного сезона Уэйна в «Манчестер Юнайтед», но эксперт Sky Sports Тьерри Анри заявил, что наличие Руни в команде необходимо из-за его авторитета и опыта, которые помогут молодым игрокам справиться с давлением в ответственный момент. Сам капитан сборной заявил, что горд играть за свою страну и ему хотелось бы выиграть трофеи с Англией, а касательно своей позиции на поле, согласно данным журналистов, он попросил главного тренера Роя Ходжсона использовать его на позиции центрального или опорного полузащитника. На самом чемпионате Руни являлся капитаном сборной и считался одним из её лидеров, однако лучшей своей игры продемонстрировать не сумел, отличившись лишь раз в матче 1/8 финала, поразив с пенальти ворота Исландии. Англичане проиграли матч со счётом 1:2 и покинули турнир.
23 августа 2017 года Руни объявил о завершении карьеры в сборной Англии:
«Было приятно, что Гарет Саутгейт на этой неделе позвонил и сказал, что хочет видеть меня в сборной. Я очень ценю это.
Но я уже долго и упорно думал над этим, я сказал Гарету, что хочу завершить карьеру в сборной Англии. Так будет лучше для всех.

Это тяжёлое решение. Я обсуждал его с семьёй, с тренером «Эвертона» и с самыми близкими людьми. Выступления за сборную были для меня особенными, но сейчас время вышло».
15 ноября 2018 года нападающий провёл прощальную игру в составе англичан. Руни вышел на замену в товарищеском матче против США (3:0) на «Уэмбли». Уэйн на 58-й минуте заменил хавбека «Манчестер Юнайтед» Джесси Лингарда.
С 2015 по 2023 год Руни был лучшим бомбардиром национальной сборной, забив 53 гола в 120 матчах (23 марта 2023 года это достижение превзошёл Гарри Кейн). Он также занимает второе место по количеству проведённых игр за сборную.

### Матчи за сборную
| Матчи и голы Уэйна Руни за сборную Англии | Матчи и голы Уэйна Руни за сборную Англии | Матчи и голы Уэйна Руни за сборную Англии | Матчи и голы Уэйна Руни за сборную Англии | Матчи и голы Уэйна Руни за сборную Англии | Матчи и голы Уэйна Руни за сборную Англии | Матчи и голы Уэйна Руни за сборную Англии |
| №                                         | Дата                                      | Место проведения                          | Соперник                                  | Счёт                                      | Голы                                      | Соревнование                              |
| ----------------------------------------- | ----------------------------------------- | ----------------------------------------- | ----------------------------------------- | ----------------------------------------- | ----------------------------------------- | ----------------------------------------- |
| 1                                         | 12 февраля 2003                           | Болейн Граунд, Лондон                     | Австралия                                 | 1:3                                       | -                                         | Товарищеский матч                         |
| 2                                         | 29 марта 2003                             | Райнпарк Штадион, Вадуц                   | Лихтенштейн                               | 2:0                                       | -                                         | Отборочные матчи ЧЕ-2004                  |
| 3                                         | 2 апреля 2003                             | Стэдиум оф Лайт, Сандерленд               | Турция                                    | 2:0                                       | -                                         | Отборочные матчи ЧЕ-2004                  |
| 4                                         | 3 июня 2003                               | Уокерс, Лестер                            | Сербия и Черногория                       | 2:1                                       | -                                         | Товарищеский матч                         |
| 5                                         | 11 июня 2003                              | Риверсайд, Мидлсбро                       | Словакия                                  | 2:1                                       | -                                         | Отборочные матчи ЧЕ-2004                  |
| 6                                         | 6 сентября 2003                           | Городской стадион, Скопье                 | Македония                                 | 2:1                                       | 1                                         | Отборочные матчи ЧЕ-2004                  |
| 7                                         | 10 сентября 2003                          | Олд Траффорд, Манчестер                   | Лихтенштейн                               | 2:0                                       | 1                                         | Отборочные матчи ЧЕ-2004                  |
| 8                                         | 11 октября 2003                           | Шюкрю Сараджоглу, Стамбул                 | Турция                                    | 0:0                                       | -                                         | Отборочные матчи ЧЕ-2004                  |
| 9                                         | 16 ноября 2003                            | Олд Траффорд, Манчестер                   | Дания                                     | 2:3                                       | 1                                         | Товарищеский матч                         |
| 10                                        | 18 февраля 2004                           | Алгарве, Фару                             | Португалия                                | 1:1                                       | -                                         | Товарищеский матч                         |
| 11                                        | 31 марта 2004                             | Уллеви, Гётеборг                          | Швеция                                    | 0:1                                       | -                                         | Товарищеский матч                         |
| 12                                        | 1 июня 2004                               | Сити оф Манчестер, Манчестер              | Япония                                    | 1:1                                       | -                                         | Летний турнир Англии                      |
| 13                                        | 5 июня 2004                               | Сити оф Манчестер, Манчестер              | Исландия                                  | 6:1                                       | 2                                         | Летний турнир Англии                      |
| 14                                        | 13 июня 2004                              | Да Луж, Лиссабон                          | Франция                                   | 1:2                                       | -                                         | Финальные матчи ЧЕ-2004                   |
| 15                                        | 17 июня 2004                              | Сьюдад-де-Коимбра, Коимбра                | Швейцария                                 | 3:0                                       | 2                                         | Финальные матчи ЧЕ-2004                   |
| 16                                        | 21 июня 2004                              | Да Луж, Лиссабон                          | Хорватия                                  | 4:2                                       | 2                                         | Финальные матчи ЧЕ-2004                   |
| 17                                        | 24 июня 2004                              | Да Луж, Лиссабон                          | Португалия                                | 2:2                                       | -                                         | Финальные матчи ЧЕ-2004                   |
| 18                                        | 9 октября 2004                            | Олд Траффорд, Манчестер                   | Уэльс                                     | 2:0                                       | -                                         | Отборочные матчи ЧМ-2006                  |
| 19                                        | 13 октября 2004                           | Стадион Тофика Бахрамова, Баку            | Азербайджан                               | 1:0                                       | -                                         | Отборочные матчи ЧМ-2006                  |
| 20                                        | 17 ноября 2004                            | Сантьяго Бернабеу, Мадрид                 | Испания                                   | 0:1                                       | -                                         | Товарищеский матч                         |
| 21                                        | 9 февраля 2005                            | Вилла Парк, Бирмингем                     | Нидерланды                                | 0:0                                       | -                                         | Товарищеский матч                         |
| 22                                        | 26 марта 2005                             | Олд Траффорд, Манчестер                   | Северная Ирландия                         | 4:0                                       | -                                         | Отборочные матчи ЧМ-2006                  |
| 23                                        | 30 марта 2005                             | Сент-Джеймс Парк, Ньюкасл                 | Азербайджан                               | 2:0                                       | -                                         | Отборочные матчи ЧМ-2006                  |
| 24                                        | 17 августа 2005                           | Паркен, Копенгаген                        | Дания                                     | 1:4                                       | 1                                         | Товарищеский матч                         |
| 25                                        | 3 сентября 2005                           | Миллениум, Кардифф                        | Уэльс                                     | 1:0                                       | -                                         | Отборочные матчи ЧМ-2006                  |
| 26                                        | 7 сентября 2005                           | Уиндзор Парк, Белфаст                     | Северная Ирландия                         | 0:1                                       | -                                         | Отборочные матчи ЧМ-2006                  |
| 27                                        | 12 октября 2005                           | Олд Траффорд, Манчестер                   | Польша                                    | 2:1                                       | -                                         | Отборочные матчи ЧМ-2006                  |
| 28                                        | 12 ноября 2005                            | Стад де Женев, Женева                     | Аргентина                                 | 3:2                                       | 1                                         | Товарищеский матч                         |
| 29                                        | 1 марта 2006                              | Энфилд, Ливерпуль                         | Уругвай                                   | 2:1                                       | -                                         | Товарищеский матч                         |
| 30                                        | 15 июня 2006                              | Франкенштадион, Нюрнберг                  | Тринидад и Тобаго                         | 2:0                                       | -                                         | Финальные матчи ЧМ-2006                   |
| 31                                        | 20 июня 2006                              | Рейн Энерги, Кёльн                        | Швеция                                    | 2:2                                       | -                                         | Финальные матчи ЧМ-2006                   |
| 32                                        | 25 июня 2006                              | Мерседес-Бенц-Арена, Штутгарт             | Эквадор                                   | 1:0                                       | -                                         | Финальные матчи ЧМ-2006                   |
| 33                                        | 1 июля 2006                               | Арена Ауфшальке, Гельзенкирхен            | Португалия                                | 0:0                                       | -                                         | Финальные матчи ЧМ-2006                   |
| 34                                        | 7 октября 2006                            | Олд Траффорд, Манчестер                   | Македония                                 | 0:0                                       | -                                         | Отборочные матчи ЧЕ-2008                  |
| 35                                        | 11 октября 2006                           | Максимир, Загреб                          | Хорватия                                  | 0:2                                       | -                                         | Отборочные матчи ЧЕ-2008                  |
| 36                                        | 15 ноября 2006                            | Амстердам АренА, Амстердам                | Нидерланды                                | 1:1                                       | 1                                         | Товарищеский матч                         |
| 37                                        | 24 марта 2007                             | Рамат-Ган, Тель-Авив                      | Израиль                                   | 0:0                                       | -                                         | Отборочные матчи ЧЕ-2008                  |
| 38                                        | 28 марта 2007                             | Олимпийский стадион, Барселона            | Андорра                                   | 3:0                                       | -                                         | Отборочные матчи ЧЕ-2008                  |
| 39                                        | 13 октября 2007                           | Уэмбли, Лондон                            | Эстония                                   | 3:0                                       | 1                                         | Отборочные матчи ЧЕ-2008                  |
| 40                                        | 17 октября 2007                           | Лужники, Москва                           | Россия                                    | 1:2                                       | 1                                         | Отборочные матчи ЧЕ-2008                  |
| 41                                        | 6 февраля 2008                            | Уэмбли, Лондон                            | Швейцария                                 | 2:1                                       | -                                         | Товарищеский матч                         |
| 42                                        | 26 марта 2008                             | Стад де Франс, Париж                      | Франция                                   | 0:1                                       | -                                         | Товарищеский матч                         |
| 43                                        | 28 мая 2008                               | Уэмбли, Лондон                            | США                                       | 2:0                                       | -                                         | Товарищеский матч                         |
| 44                                        | 20 августа 2008                           | Уэмбли, Лондон                            | Чехия                                     | 2:2                                       | -                                         | Товарищеский матч                         |
| 45                                        | 6 сентября 2008                           | Олимпийский стадион, Барселона            | Андорра                                   | 2:0                                       | -                                         | Отборочные матчи ЧМ-2010                  |
| 46                                        | 10 сентября 2008                          | Максимир, Загреб                          | Хорватия                                  | 4:1                                       | 1                                         | Отборочные матчи ЧМ-2010                  |
| 47                                        | 11 октября 2008                           | Уэмбли, Лондон                            | Казахстан                                 | 5:1                                       | 2                                         | Отборочные матчи ЧМ-2010                  |
| 48                                        | 15 октября 2008                           | Динамо, Минск                             | Беларусь                                  | 3:1                                       | 2                                         | Отборочные матчи ЧМ-2010                  |
| 49                                        | 28 марта 2009                             | Уэмбли, Лондон                            | Словакия                                  | 4:0                                       | 2                                         | Товарищеский матч                         |
| 50                                        | 1 апреля 2009                             | Уэмбли, Лондон                            | Украина                                   | 2:1                                       | -                                         | Отборочные матчи ЧМ-2010                  |
| 51                                        | 6 июня 2009                               | Центральный стадион, Алма-Ата             | Казахстан                                 | 4:0                                       | 1                                         | Отборочные матчи ЧМ-2010                  |
| 52                                        | 10 июня 2009                              | Уэмбли, Лондон                            | Андорра                                   | 6:0                                       | 2                                         | Отборочные матчи ЧМ-2010                  |
| 53                                        | 12 августа 2009                           | Амстердам АренА, Амстердам                | Нидерланды                                | 2:2                                       | -                                         | Товарищеский матч                         |
| 54                                        | 5 сентября 2009                           | Уэмбли, Лондон                            | Словения                                  | 2:1                                       | -                                         | Товарищеский матч                         |
| 55                                        | 9 сентября 2009                           | Уэмбли, Лондон                            | Хорватия                                  | 5:1                                       | 1                                         | Отборочные матчи ЧМ-2010                  |
| 56                                        | 10 октября 2009                           | Днепр-Арена, Днепропетровск               | Украина                                   | 0:1                                       | -                                         | Отборочные матчи ЧМ-2010                  |
| 57                                        | 14 ноября 2009                            | Халифа, Доха                              | Бразилия                                  | 0:1                                       | -                                         | Товарищеский матч                         |
| 58                                        | 3 марта 2010                              | Уэмбли, Лондон                            | Египет                                    | 3:1                                       | -                                         | Товарищеский матч                         |
| 59                                        | 24 мая 2010                               | Уэмбли, Лондон                            | Мексика                                   | 3:1                                       | -                                         | Товарищеский матч                         |
| 60                                        | 30 мая 2010                               | UPC-Арена, Грац                           | Япония                                    | 2:1                                       | -                                         | Товарищеский матч                         |
| 61                                        | 12 июня 2010                              | Роял Бафокенг, Рюстенбург                 | США                                       | 1:1                                       | -                                         | Финальные матчи ЧМ-2010                   |
| 62                                        | 18 июня 2010                              | Грин Пойнт, Кейптаун                      | Алжир                                     | 0:0                                       | -                                         | Финальные матчи ЧМ-2010                   |
| 63                                        | 23 июня 2010                              | Нельсон Мандела Бэй, Порт-Элизабет        | Словения                                  | 1:0                                       | -                                         | Финальные матчи ЧМ-2010                   |
| 64                                        | 27 июня 2010                              | Фри-Стейт, Блумфонтейн                    | Германия                                  | 1:4                                       | -                                         | Финальные матчи ЧМ-2010                   |
| 65                                        | 11 августа 2010                           | Уэмбли, Лондон                            | Венгрия                                   | 2:1                                       | -                                         | Товарищеский матч                         |
| 66                                        | 3 сентября 2010                           | Уэмбли, Лондон                            | Болгария                                  | 4:0                                       | -                                         | Отборочные матчи ЧЕ-2012                  |
| 67                                        | 7 сентября 2010                           | Санкт-Якоб Парк, Базель                   | Швейцария                                 | 3:1                                       | 1                                         | Отборочные матчи ЧЕ-2012                  |
| 68                                        | 12 октября 2010                           | Уэмбли, Лондон                            | Черногория                                | 0:0                                       | -                                         | Отборочные матчи ЧЕ-2012                  |
| 69                                        | 9 февраля 2011                            | Паркен, Копенгаген                        | Дания                                     | 2:1                                       | -                                         | Товарищеский матч                         |
| 70                                        | 26 марта 2011                             | Миллениум, Кардифф                        | Уэльс                                     | 2:0                                       | -                                         | Отборочные матчи ЧЕ-2012                  |
| 71                                        | 2 сентября 2011                           | Васил Левски, София                       | Болгария                                  | 3:0                                       | 2                                         | Отборочные матчи ЧЕ-2012                  |
| 72                                        | 6 сентября 2011                           | Уэмбли, Лондон                            | Уэльс                                     | 1:0                                       | -                                         | Отборочные матчи ЧЕ-2012                  |
| 73                                        | 7 октября 2011                            | Под Горицом, Подгорица                    | Черногория                                | 2:2                                       | -                                         | Отборочные матчи ЧЕ-2012                  |
| 74                                        | 2 июня 2012                               | Уэмбли, Лондон                            | Бельгия                                   | 1:0                                       | -                                         | Товарищеский матч                         |
| 75                                        | 19 июня 2012                              | Донбасс Арена, Донецк                     | Украина                                   | 1:0                                       | 1                                         | Финальные матчи ЧЕ-2012                   |
| 76                                        | 24 июня 2012                              | Олимпийский стадион, Киев                 | Италия                                    | 0:0                                       | -                                         | Финальные матчи ЧЕ-2012                   |
| 77                                        | 12 октября 2012                           | Уэмбли, Лондон                            | Сан-Марино                                | 5:0                                       | 2                                         | Отборочные матчи ЧМ-2014                  |
| 78                                        | 17 октября 2012                           | Национальный стадион, Варшава             | Польша                                    | 1:1                                       | 1                                         | Отборочные матчи ЧМ-2014                  |
| 79                                        | 6 февраля 2013                            | Уэмбли, Лондон                            | Бразилия                                  | 2:1                                       | 1                                         | Товарищеский матч                         |
| 80                                        | 23 марта 2013                             | Олимпийский стадион, Серравалле           | Сан-Марино                                | 8:0                                       | 1                                         | Отборочные матчи ЧМ-2014                  |
| 81                                        | 26 марта 2013                             | Под Горицом, Подгорица                    | Черногория                                | 1:1                                       | 1                                         | Отборочные матчи ЧМ-2014                  |
| 82                                        | 29 мая 2013                               | Уэмбли, Лондон                            | Ирландия                                  | 1:1                                       | -                                         | Товарищеский матч                         |
| 83                                        | 2 июня 2013                               | Маракана, Рио-де-Жанейро                  | Бразилия                                  | 2:2                                       | 1                                         | Товарищеский матч                         |
| 84                                        | 14 августа 2013                           | Уэмбли, Лондон                            | Шотландия                                 | 3:2                                       | -                                         | Товарищеский матч                         |
| 85                                        | 11 октября 2013                           | Уэмбли, Лондон                            | Черногория                                | 4:1                                       | 1                                         | Отборочные матчи ЧМ-2014                  |
| 86                                        | 15 октября 2013                           | Уэмбли, Лондон                            | Польша                                    | 2:0                                       | 1                                         | Отборочные матчи ЧМ-2014                  |
| 87                                        | 15 ноября 2013                            | Уэмбли, Лондон                            | Чили                                      | 0:2                                       | -                                         | Товарищеский матч                         |
| 88                                        | 19 ноября 2013                            | Уэмбли, Лондон                            | Германия                                  | 0:1                                       | -                                         | Товарищеский матч                         |
| 89                                        | 5 марта 2014                              | Уэмбли, Лондон                            | Дания                                     | 1:0                                       | -                                         | Товарищеский матч                         |
| 90                                        | 30 мая 2014                               | Уэмбли, Лондон                            | Перу                                      | 3:0                                       | -                                         | Товарищеский матч                         |
| 91                                        | 4 июня 2014                               | Сан Лайф-стэдиум, Майами                  | Эквадор                                   | 2:2                                       | 1                                         | Товарищеский матч                         |
| 92                                        | 7 июня 2014                               | Сан Лайф-стэдиум, Майами                  | Гондурас                                  | 0:0                                       | -                                         | Товарищеский матч                         |
| 93                                        | 14 июня 2014                              | Амазония, Манаус                          | Италия                                    | 1:2                                       | -                                         | Финальные матчи ЧМ-2014                   |
| 94                                        | 19 июня 2014                              | Арена Коринтианс, Сан-Паулу               | Уругвай                                   | 1:2                                       | 1                                         | Финальные матчи ЧМ-2014                   |
| 95                                        | 24 июня 2014                              | Минейран, Белу-Оризонти                   | Коста-Рика                                | 0:0                                       | -                                         | Финальные матчи ЧМ-2014                   |
| 96                                        | 3 сентября 2014                           | Уэмбли, Лондон                            | Норвегия                                  | 1:0                                       | 1                                         | Товарищеский матч                         |
| 97                                        | 8 сентября 2014                           | Санкт-Якоб Парк, Базель                   | Швейцария                                 | 2:0                                       | -                                         | Отборочные матчи ЧЕ-2016                  |
| 98                                        | 9 октября 2014                            | Уэмбли, Лондон                            | Сан-Марино                                | 5:0                                       | 1                                         | Отборочные матчи ЧЕ-2016                  |
| 99                                        | 12 октября 2014                           | А. Ле Кок Арена, Таллин                   | Эстония                                   | 1:0                                       | 1                                         | Отборочные матчи ЧЕ-2016                  |
| 100                                       | 15 ноября 2014                            | Уэмбли, Лондон                            | Словения                                  | 3:1                                       | 1                                         | Отборочные матчи ЧЕ-2016                  |
| 101                                       | 18 ноября 2014                            | Селтик Парк, Глазго                       | Шотландия                                 | 3:1                                       | 2                                         | Товарищеский матч                         |
| 102                                       | 27 марта 2015                             | Уэмбли, Лондон                            | Литва                                     | 4:0                                       | 1                                         | Отборочные матчи ЧЕ-2016                  |
| 103                                       | 31 марта 2015                             | Ювентус, Турин                            | Италия                                    | 1:1                                       | -                                         | Товарищеский матч                         |
| 104                                       | 7 июня 2015                               | Авива, Дублин                             | Ирландия                                  | 0:0                                       | -                                         | Товарищеский матч                         |
| 105                                       | 14 июня 2015                              | Арена Стожице, Любляна                    | Словения                                  | 3:2                                       | 1                                         | Отборочные матчи ЧЕ-2016                  |
| 106                                       | 5 сентября 2015                           | Олимпийский стадион, Серравалле           | Сан-Марино                                | 6:0                                       | 1                                         | Отборочные матчи ЧЕ-2016                  |
| 107                                       | 8 сентября 2015                           | Уэмбли, Лондон                            | Швейцария                                 | 2:0                                       | 1                                         | Отборочные матчи ЧЕ-2016                  |
| 108                                       | 13 ноября 2015                            | Хосе Рико Перес, Аликанте                 | Испания                                   | 0:2                                       | -                                         | Товарищеский матч                         |
| 109                                       | 17 ноября 2015                            | Уэмбли, Лондон                            | Франция                                   | 2:0                                       | 1                                         | Товарищеский матч                         |
| 110                                       | 27 мая 2016                               | Стэдиум оф Лайт, Сандерленд               | Австралия                                 | 2:1                                       | 1                                         | Товарищеский матч                         |
| 111                                       | 2 июня 2016                               | Уэмбли, Лондон                            | Португалия                                | 1:0                                       | -                                         | Товарищеский матч                         |
| 112                                       | 11 июня 2016                              | Велодром, Марсель                         | Россия                                    | 1:1                                       | -                                         | Финальные матчи ЧЕ-2016                   |
| 113                                       | 16 июня 2016                              | Боллар-Делелис, Ланс                      | Уэльс                                     | 2:1                                       | -                                         | Финальные матчи ЧЕ-2016                   |
| 114                                       | 20 июня 2016                              | Жоффруа Гишар, Сент-Этьен                 | Словакия                                  | 0:0                                       | -                                         | Финальные матчи ЧЕ-2016                   |
| 115                                       | 27 июня 2016                              | Альянц Ривьера, Ницца                     | Исландия                                  | 1:2                                       | 1                                         | Финальные матчи ЧЕ-2016                   |
| 116                                       | 4 сентября 2016                           | Стадион Антона Малатинского, Трнава       | Словакия                                  | 1:0                                       | -                                         | Отборочные матчи ЧМ-2018                  |
| 117                                       | 8 октября 2016                            | Уэмбли, Лондон                            | Мальта                                    | 2:0                                       | -                                         | Отборочные матчи ЧМ-2018                  |
| 118                                       | 11 октября 2016                           | Стожице, Любляна                          | Словения                                  | 0:0                                       | -                                         | Отборочные матчи ЧМ-2018                  |
| 119                                       | 11 ноября 2016                            | Уэмбли, Лондон                            | Шотландия                                 | 3:0                                       | -                                         | Отборочные матчи ЧМ-2018                  |
| 120                                       | 15 ноября 2018                            | Уэмбли, Лондон                            | США                                       | 3:0                                       | -                                         | Товарищеский матч                         |

Итого: 120 матчей / 53 гола; 72 победы, 29 ничьих, 19 поражений.

## Тренерская карьера

### «Дерби Каунти»
В ноябре 2020 года после увольнения главного тренера «Дерби Каунти» Филлипа Коку Руни был назначен временным исполняющим обязанности главного тренера команды. На тот момент она находилась на последнем месте в турнирой таблице Чемпионшипа. 15 января 2021 года Руни был назначен главным тренером «Дерби Каунти» на постоянной основе, подписав контракт до 2023 года. По итогам сезона 2020/21 клуб занял 21-е место в турнирной таблице, избежав выбывания из Чемпионшипа, однако по итогам сезона 2021/22 выбыл в Лигу 1. В июне 2022 года Руни покинул пост главного тренера «Дерби Каунти».

### «Ди Си Юнайтед»
12 июля 2022 года Руни был назначен главным тренером «Ди Си Юнайтед». 8 октября 2023 года покинул пост главного тренера клуба по соглашению сторон.

### «Бирмингем Сити»
11 октября 2023 года был назначен главным тренером клуба Чемпионшипа «Бирмингем Сити», подписав с клубом контракт, рассчитанный на три с половиной года. 2 января 2024 года был уволен с занимаемой должности: команда одержала всего 2 победы в 15 матчах под руководством тренера.

### «Плимут Аргайл»
25 мая 2024 года был назначен главным тренером клуба Чемпионшипа «Плимут Аргайл». 31 декабря 2024 года Руни покинул «Плимут Аргайл» по взаимному соглашению с клубом, когда команда находилась на последнем месте и отставала на четыре очка от безопасной зоны.

## Стиль игры
Уэйн Руни обладал высокой работоспособностью, хорошим видением поля, точным дальним пасом и поставленным ударом. Несмотря на то, что основной для него являлась позиция нападающего, он часто атаковал из глубины, разгоняя атаки из центра поля и по сути выполняя функции плеймейкера. Кроме того, он часто помогал партнёрам в обороне, отходя на свою половину поля.
Благодаря универсализму и разнообразию игровых качеств Уэйна, главный тренер «Манчестер Юнайтед» сэр Алекс Фергюсон использовал его на разных позициях: центрального нападающего, оттянутого форварда, атакующего полузащитника, крайнего левого полузащитника и центрального полузащитника. Под руководством Луи ван Гала Руни также играл как на позиции нападающего, так и в центре полузащиты.
В начале своей профессиональной карьеры отличался буйным нравом и излишней агрессией на поле, часто спорил с судьями и другими игроками, используя нецензурную лексику, за что получал много предупреждений и даже удалений, однако впоследствии стал более сдержанным, что отметили как тренеры и эксперты, так и сам Уэйн.

## Достижения

### Командные достижения
«Манчестер Юнайтед»
- Чемпион Премьер-лиги (5): 2006/07, 2007/08, 2008/09, 2010/11, 2012/13
- Обладатель Кубка Англии: 2015/16
- Обладатель Кубка Футбольной лиги (3): 2005/06, 2009/10, 2016/17
- Победитель Лиги чемпионов УЕФА: 2007/08
- Победитель Лиги Европы УЕФА: 2016/17
- Обладатель Суперкубка Англии (4): 2007, 2010, 2011, 2016
- Победитель Клубного чемпионата мира: 2008
- Итого: 16 трофеев

### Личные достижения
- Лучший бомбардир в истории «Манчестер Юнайтед»: 253 гола
- Второе место в списке бомбардиров сборной Англии: 53 гола[304]
- Игрок месяца английской Премьер-лиги (5): февраль 2005, декабрь 2005, март 2006, ноябрь 2007, январь 2010
- Игрок месяца в MLS: октябрь 2018
- Лучший бомбардир Клубного чемпионата мира: 2008
- Лучший игрок Клубного чемпионата мира: 2008
- Лучший молодой спортсмен года по версии BBC: 2002
- Обладатель Трофея «Браво»: 2003
- Обладатель премии Golden Boy: 2004
- Член символической «сборной УЕФА» по итогам Евро-2004: 2004
- Член «команды года» в Премьер-лиге по версии ПФА (3): 2005/06, 2009/10, 2011/12
- Обладатель приза сэра Мэтта Басби (2): 2005/06, 2009/10
- Лучший молодой игрок мира по версии FIFPro: 2005
- Игрок сезона английской Премьер-лиги: 2009/10
- Лучший молодой игрок года в Англии по версии ПФА (2): 2005, 2006
- Приз Алана Хардекера: 2006
- Обладатель награды Golden Boot Landmark Award: 2009/10
- Лучший игрок года в Англии по версии болельщиков (2): 2006, 2010
- Лучший игрок года в Англии по версии футболистов ПФА: 2010
- Футболист года по версии Ассоциации футбольных журналистов: 2010
- Лучший бомбардир в истории «манчестерского дерби»: 11 голов
- Лучший бомбардир «Манчестер Юнайтед» в английской Премьер-лиге: 183 гола
- Лучший бомбардир «Манчестер Юнайтед» в еврокубках: 39 голов
- Автор лучшего гола месяца (по версии Match of the Day[англ.]) (7): октябрь 2002, январь 2005, апрель 2005, январь 2007, март 2007, февраль 2011, март 2014
- Автор лучшего гола сезона (по версии Match of the Day) (3): 2004/05, 2006/07, 2010/11
- Автор лучшего гола первых 20 сезонов английской Премьер-лиги: 2012
- Игрок года в сборной Англии по версии Футбольной ассоциации (4): 2008, 2009, 2014, 2015
- Член «команды года» по версии FIFPro: 2011
- Символическая сборная года MLS: 2018
- Лучший бомбардир в истории Кубка европейских чемпионов/Лиги чемпионов УЕФА среди британских игроков: 34 гола[305]
- Обладатель награды АФЖ за заслуги перед футболом: 2016
- Включён в Зал славы английской Премьер-лиги: 2022

## Статистика выступлений

### Обзор карьеры
| Команда           | Период                   | Официальные матчи | Официальные матчи | Неофициальные матчи | Неофициальные матчи | Итого | Итого |
| Команда           | Период                   | Игры              | Голы              | Игры                | Голы                | Игры  | Голы  |
| ----------------- | ------------------------ | ----------------- | ----------------- | ------------------- | ------------------- | ----- | ----- |
| Эвертон           | 2002—2004 2015 2017—2018 | 117               | 28                | 17                  | 10                  | 134   | 38    |
| Манчестер Юнайтед | 2004—2017                | 559               | 253               | 52                  | 34                  | 611   | 287   |
| Ди Си Юнайтед     | 2018—2019                | 52                | 25                | 6                   | 1                   | 58    | 26    |
| Дерби Каунти      | 2020—2021                | 35                | 7                 | 2                   | 0                   | 37    | 7     |
| Англия            | 2003—2016                | 120               | 53                | 1                   | 1                   | 121   | 54    |
| Англия (до 15)    | 2000—2001                | 4                 | 2                 | 0                   | 0                   | 4     | 2     |
| Англия (до 17)    | 2001—2002                | 12                | 7                 | 0                   | 0                   | 12    | 7     |
| Англия (до 19)    | 2002                     | 1                 | 0                 | 0                   | 0                   | 1     | 0     |
| Прочие            | 2011—2025                | −                 | −                 | 5                   | 2                   | 5     | 2     |
| Всего за карьеру  | Всего за карьеру         | 900               | 375               | 83                  | 48                  | 983   | 423   |

### Клубная карьера
| Клуб               | Сезон              | Лига | Лига | Национальные кубки | Национальные кубки | Национальные кубки | Национальные кубки | Еврокубки | Еврокубки | Прочие | Прочие | Итого | Итого | Товарищеские матчи | Товарищеские матчи | Всего | Всего |
| Клуб               | Сезон              | Лига | Лига | Кубок              | Кубок              | Кубок лиги         | Кубок лиги         | Еврокубки | Еврокубки | Прочие | Прочие | Итого | Итого | Товарищеские матчи | Товарищеские матчи | Всего | Всего |
| Клуб               | Сезон              | Игры | Голы | Игры               | Голы               | Игры               | Голы               | Игры      | Голы      | Игры   | Голы   | Игры  | Голы  | Игры               | Голы               | Игры  | Голы  |
| ------------------ | ------------------ | ---- | ---- | ------------------ | ------------------ | ------------------ | ------------------ | --------- | --------- | ------ | ------ | ----- | ----- | ------------------ | ------------------ | ----- | ----- |
| Эвертон            | 2002/03            | 33   | 6    | 1                  | 0                  | 3                  | 2                  | 0         | 0         | 0      | 0      | 37    | 8     | 9                  | 8                  | 46    | 16    |
| Эвертон            | 2003/04            | 34   | 9    | 3                  | 0                  | 3                  | 0                  | 0         | 0         | 0      | 0      | 40    | 9     | 3                  | 0                  | 43    | 9     |
| Эвертон            | 2015/16            | −    | −    | −                  | −                  | −                  | −                  | −         | −         | −      | −      | −     | −     | 1                  | 0                  | 1     | 0     |
| Эвертон            | Итого              | 67   | 15   | 4                  | 0                  | 6                  | 2                  | 0         | 0         | 0      | 0      | 77    | 17    | 13                 | 8                  | 90    | 25    |
| Манчестер Юнайтед  | 2004/05            | 29   | 11   | 6                  | 3                  | 2                  | 0                  | 6         | 3         | 0      | 0      | 43    | 17    | 0                  | 0                  | 43    | 17    |
| Манчестер Юнайтед  | 2005/06            | 36   | 16   | 3                  | 0                  | 4                  | 2                  | 5         | 1         | 0      | 0      | 48    | 19    | 7                  | 2                  | 55    | 21    |
| Манчестер Юнайтед  | 2006/07            | 35   | 14   | 7                  | 5                  | 1                  | 0                  | 12        | 4         | 0      | 0      | 55    | 23    | 3                  | 4                  | 58    | 27    |
| Манчестер Юнайтед  | 2007/08            | 27   | 12   | 4                  | 2                  | 0                  | 0                  | 11        | 4         | 1      | 0      | 43    | 18    | 7                  | 6                  | 50    | 24    |
| Манчестер Юнайтед  | 2008/09            | 30   | 12   | 2                  | 1                  | 1                  | 0                  | 13        | 4         | 3      | 3      | 49    | 20    | 4                  | 2                  | 53    | 22    |
| Манчестер Юнайтед  | 2009/10            | 32   | 26   | 1                  | 0                  | 3                  | 2                  | 7         | 5         | 1      | 1      | 44    | 34    | 7                  | 3                  | 51    | 37    |
| Манчестер Юнайтед  | 2010/11            | 28   | 11   | 2                  | 1                  | 0                  | 0                  | 9         | 4         | 1      | 0      | 40    | 16    | 2                  | 1                  | 42    | 17    |
| Манчестер Юнайтед  | 2011/12            | 34   | 27   | 1                  | 2                  | 0                  | 0                  | 7         | 5         | 1      | 0      | 43    | 34    | 7                  | 6                  | 50    | 40    |
| Манчестер Юнайтед  | 2012/13            | 27   | 12   | 3                  | 3                  | 1                  | 0                  | 6         | 1         | 0      | 0      | 37    | 16    | 3                  | 2                  | 40    | 18    |
| Манчестер Юнайтед  | 2013/14            | 29   | 17   | 0                  | 0                  | 2                  | 0                  | 9         | 2         | 0      | 0      | 40    | 19    | 0                  | 0                  | 40    | 19    |
| Манчестер Юнайтед  | 2014/15            | 33   | 12   | 4                  | 2                  | 0                  | 0                  | 0         | 0         | 0      | 0      | 37    | 14    | 6                  | 5                  | 43    | 19    |
| Манчестер Юнайтед  | 2015/16            | 28   | 8    | 5                  | 2                  | 2                  | 1                  | 6         | 4         | 0      | 0      | 41    | 15    | 4                  | 1                  | 45    | 16    |
| Манчестер Юнайтед  | 2016/17            | 25   | 5    | 2                  | 1                  | 4                  | 0                  | 7         | 2         | 1      | 0      | 39    | 8     | 2                  | 2                  | 41    | 10    |
| Манчестер Юнайтед  | Итого              | 393  | 183  | 40                 | 22                 | 20                 | 5                  | 98        | 39        | 8      | 4      | 559   | 253   | 52                 | 34                 | 611   | 287   |
| Эвертон            | 2017/18            | 31   | 10   | 1                  | 0                  | 1                  | 0                  | 7         | 1         | 0      | 0      | 40    | 11    | 4                  | 2                  | 44    | 13    |
| Эвертон            | Итого              | 31   | 10   | 1                  | 0                  | 1                  | 0                  | 7         | 1         | 0      | 0      | 40    | 11    | 4                  | 2                  | 44    | 13    |
| Всего за «Эвертон» | Всего за «Эвертон» | 98   | 25   | 5                  | 0                  | 7                  | 2                  | 7         | 1         | 0      | 0      | 117   | 28    | 17                 | 10                 | 134   | 38    |
| Ди Си Юнайтед      | 2018               | 21   | 12   | 0                  | 0                  | −                  | −                  | −         | −         | 0      | 0      | 21    | 12    | 0                  | 0                  | 21    | 12    |
| Ди Си Юнайтед      | 2019               | 29   | 11   | 2                  | 2                  | −                  | −                  | −         | −         | 0      | 0      | 31    | 13    | 6                  | 1                  | 37    | 14    |
| Ди Си Юнайтед      | Итого              | 50   | 23   | 2                  | 2                  | 0                  | 0                  | 0         | 0         | 0      | 0      | 52    | 25    | 6                  | 1                  | 58    | 26    |
| Дерби Каунти       | 2019/20            | 20   | 5    | 4                  | 1                  | 0                  | 0                  | −         | −         | 0      | 0      | 24    | 6     | 0                  | 0                  | 24    | 6     |
| Дерби Каунти       | 2020/21            | 10   | 1    | 0                  | 0                  | 1                  | 0                  | −         | −         | 0      | 0      | 11    | 1     | 2                  | 0                  | 13    | 1     |
| Дерби Каунти       | Итого              | 30   | 6    | 4                  | 1                  | 1                  | 0                  | 0         | 0         | 0      | 0      | 35    | 7     | 2                  | 0                  | 37    | 7     |
| Всего за карьеру   | Всего за карьеру   | 571  | 237  | 51                 | 25                 | 28                 | 7                  | 105       | 40        | 8      | 4      | 763   | 313   | 77                 | 45                 | 840   | 358   |

### Выступления за сборную
| Сборная          | Год              | Отборочные матчи ЧМ | Отборочные матчи ЧМ | Финальные матчи ЧМ | Финальные матчи ЧМ | Отборочные матчи ЧЕ | Отборочные матчи ЧЕ | Финальные матчи ЧЕ | Финальные матчи ЧЕ | Товарищеские матчи | Товарищеские матчи | Итого | Итого |
| Сборная          | Год              | Игры                | Голы                | Игры               | Голы               | Игры                | Голы                | Игры               | Голы               | Игры               | Голы               | Игры  | Голы  |
| ---------------- | ---------------- | ------------------- | ------------------- | ------------------ | ------------------ | ------------------- | ------------------- | ------------------ | ------------------ | ------------------ | ------------------ | ----- | ----- |
| Англия           | 2003             | −                   | −                   | −                  | −                  | 6                   | 2                   | −                  | −                  | 3                  | 1                  | 9     | 3     |
| Англия           | 2004             | 2                   | 0                   | −                  | −                  | −                   | −                   | 4                  | 4                  | 5                  | 2                  | 11    | 6     |
| Англия           | 2005             | 5                   | 0                   | −                  | −                  | −                   | −                   | −                  | −                  | 3                  | 2                  | 8     | 2     |
| Англия           | 2006             | −                   | −                   | 4                  | 0                  | 2                   | 0                   | −                  | −                  | 2                  | 1                  | 8     | 1     |
| Англия           | 2007             | −                   | −                   | −                  | −                  | 4                   | 2                   | −                  | −                  | 0                  | 0                  | 4     | 2     |
| Англия           | 2008             | 4                   | 5                   | −                  | −                  | −                   | −                   | −                  | −                  | 4                  | 0                  | 8     | 5     |
| Англия           | 2009             | 5                   | 4                   | −                  | −                  | −                   | −                   | −                  | −                  | 4                  | 2                  | 9     | 6     |
| Англия           | 2010             | −                   | −                   | 4                  | 0                  | 3                   | 1                   | −                  | −                  | 4                  | 0                  | 11    | 1     |
| Англия           | 2011             | −                   | −                   | −                  | −                  | 4                   | 2                   | −                  | −                  | 1                  | 0                  | 5     | 2     |
| Англия           | 2012             | 2                   | 3                   | −                  | −                  | −                   | −                   | 2                  | 1                  | 1                  | 0                  | 5     | 4     |
| Англия           | 2013             | 4                   | 4                   | −                  | −                  | −                   | −                   | −                  | −                  | 6                  | 2                  | 10    | 6     |
| Англия           | 2014             | −                   | −                   | 3                  | 1                  | 4                   | 3                   | −                  | −                  | 6                  | 4                  | 13    | 8     |
| Англия           | 2015             | −                   | −                   | −                  | −                  | 4                   | 4                   | −                  | −                  | 4                  | 1                  | 8     | 5     |
| Англия           | 2016             | 4                   | 0                   | −                  | −                  | −                   | −                   | 4                  | 1                  | 2                  | 1                  | 10    | 2     |
| Англия           | 2018             | −                   | −                   | −                  | −                  | −                   | −                   | −                  | −                  | 1                  | 0                  | 1     | 0     |
| Всего за карьеру | Всего за карьеру | 27                  | 16                  | 11                 | 1                  | 27                  | 14                  | 10                 | 6                  | 46                 | 16                 | 120   | 53    |

## Тренерская статистика
Данные приведены по состоянию на 31 декабря 2024 года
| Дерби Каунти   | Англия | 15 ноября 2020  | 24 июня 2022    | 85  | 24 | 22 | 39 | 028,24 |
| Ди Си Юнайтед  | США    | 12 июля 2022    | 8 октября 2023  | 53  | 14 | 14 | 25 | 026,42 |
| Бирмингем Сити | Англия | 11 октября 2023 | 2 января 2024   | 15  | 2  | 4  | 9  | 013,33 |
| Плимут Аргайл  | Англия | 25 мая 2024     | 31 декабря 2024 | 25  | 5  | 6  | 14 | 020,00 |
| Итого          | Итого  | Итого           | Итого           | 178 | 45 | 46 | 87 | 025,28 |

## Личная жизнь
Уэйн с детства является болельщиком ливерпульского «Эвертона». Кроме того, он болеет за шотландский «Селтик».
В детстве Уэйн увлекался боксом. Вот что он сообщил по этому поводу: «Я занимался боксом и футболом. Каждый вечер я занимался или одним, или другим, но когда мне было примерно 15 лет, в „Эвертоне“ сказали, что мне нужно завязать с боксом, если я хочу продолжить играть в футбол. У меня был хороший шанс попасть в основной состав, поэтому я оставил бокс». Несмотря на это, он любит смотреть боксёрские поединки, а иногда после футбольных тренировок может немного побоксировать с грушей, избавляясь от накопившейся агрессии. Уэйн дружит с боксёром Рикки Хаттоном и часто посещал поединки с его участием.
Любимая группа Уэйна — Stereophonics. У Руни есть татуировка с надписью Just Enough Education To Perform — это название альбома Stereophonics. Группа выступала на свадебной церемонии Уэйна и Колин Руни. Также у Уэйна есть татуировка на плече с английским флагом и надписью English and Proud (на левом плече), татуировка Coleen (имя жены Уэйна) на правой руке, а также татуировка с именем его сына Каи на спине.
В июне 2011 года Руни успешно перенёс операцию по трансплантации волос, так как начал страдать от облысения в молодом возрасте. Через два года, в июне 2013 года, Руни перенёс вторую операцию по пересадке волос.

### Семья
Руни встретил свою жену, Колин Руни (в девичестве — Маклафлин), когда они оба были в последнем классе средней школы. Они поженились 12 июня 2008 года, через шесть лет после знакомства. В апреле 2006 года Уэйн выиграл судебный иск к таблоидам The Sun и News of the World, которые напечатали информацию о том, что Руни якобы избил Колин в ночном клубе. Таблоиды выплатили ему 100 000 фунтов в качестве компенсации за клевету. Руни передал эти деньги на благотворительные цели.
Уэйн и Колин проживают в особняке стоимостью 4,25 млн фунтов в Престбери, Чешир. После перехода в «Манчестер Юнайтед» Руни начал искать себе дом в Чешире и однажды заметил вывеску на одном из пабов, на которой было написано «Адмирал Родни» (Admiral Rodney), которую он неправильно прочитал как «Адмирал Руни». Уэйн посчитал, что это хороший знак для его будущего дома. Руни также владеет собственностью в Порт Шарлотт, Флорида.
7 апреля 2009 года Колин объявила о своей беременности; первенец в семье Руни ожидался в октябре. Колин Руни родила мальчика 2 ноября; родители назвали его Каи Уэйн Руни. В октябре 2012 года Колин объявила, что она беременна вторым ребёнком, который должен был родиться в мае 2013 года. 21 мая 2013 года Колин родила второго сына, получившего имя Клей Энтони Руни. 24 января 2016 года в семье Колин и Уэйна родился третий сын, которого назвали Кит Джозеф Руни. 15 февраля 2018 года у пары на свет появился четвёртый сын, которому дали имя Касс Мак (англ. Cass Mac).
Младший брат Уэйна, Джон Руни, также является профессиональным футболистом. Он начал карьеру в английском клубе «Маклсфилд Таун», после чего выступал за американский клуб «Нью-Йорк Ред Буллз» в MLS.

### Социальные сети
Как и у многих других современных спортсменов, у Руни есть аккаунты в социальных сетях. В октябре 2014 года Руни стал первым футболистом Премьер-лиги, имеющим 10 миллионов подписчиков в Твиттере.

### Конфликт с Дэвидом Мойесом
1 сентября 2006 года главный тренер «Эвертона» Дэвид Мойес обратился в суд с иском по обвинению Уэйна Руни в клевете по поводу заявлений в автобиографии футболиста, согласно которым Мойес якобы вынудил Руни покинуть «Эвертон», «завидовал ему», а также разглашал прессе детали личных бесед с Уэйном. 3 июня 2008 года стороны уладили конфликт: Руни признал свою вину, выплатив Мойесу более 500 000 фунтов в качестве компенсации морального ущерба, а также принёс ему публичные извинения за «ложные обвинения», опубликованные в автобиографии.
В октябре 2012 года Дэвид Мойес выразил надежду, что Руни вернётся в «Эвертон» на закате своей футбольной карьеры, а также выразил ему благодарность за то, что Уэйн помог ему в начале тренерской работы в мерсисайдском клубе.

### Обвинения в супружеской неверности
По сообщениям прессы, в 2009 году Руни пользовался услугами проститутки Дженнифер Томпсон, когда его жена была беременна. Кроме того, проститутка Хелен Вуд утверждала, что Руни заплатил ей 1000 фунтов за секс втроём с ней и Дженнифер Томпсон в отеле Манчестера, когда жена Руни была на пятом месяце беременности. Сообщается, что адвокаты Уэйна изучали возможность наложения судебного запрета на публикацию этих сведений в начале августа 2010 года, однако в итоге отказались от этой идеи, так как ранее футболист делился с прессой обстоятельствами своей личной жизни. В частности, в 2004 году Руни признал, что он посещал массажные салоны и пользовался услугами проституток, но при этом выразил своё сожаление по этому поводу, сказав что он был «молод и глуп». Кроме того, в 2008 году семейная пара Руни продала права на фотографирование собственной свадьбы одному глянцевому журналу за 2,5 млн фунтов. В связи с этим, адвокаты Руни пришли к мнению, что возможное ходатайство в суд с требованием прекратить вмешательство в личную жизнь знаменитости будет отклонено. В сентябре 2010 года Алекс Фергюсон предположил, что игровая форма Уэйна Руни пострадала из-за излишнего внимания со стороны средств массовой информации к его личной жизни.

## Коммерческая деятельность
Руни подписал рекламные контракты с Nike, Nokia, Ford, Asda и Coca-Cola. Он появлялся на обложке четырёх выпусков игры FIFA от Electronic Arts с 2005 по 2010 год. В октябре 2010 года, после скандала с обвинением Руни в супружеской неверности, Кока-кола исключила футболиста из одной из своих рекламных кампаний.
9 марта 2006 года Руни подписал контракт с издательством HarperCollins — крупнейший в истории спортивной литературы — по которому он получал 5 млн фунтов авансом, плюс авторские гонорары за серию из минимум пяти книг, которые он должен опубликовать за двенадцать лет. Первую из этих книг, My Story So Far, которая является биографией Руни, написал Хантер Дэвис. Она была опубликована после чемпионата мира 2006 года. Вторая книга, написанная под редакцией футбольного журналиста Криса Ханта, называется The Official Wayne Rooney Annual. Она ориентирована на подростковую аудиторию. Третья книга Уэйна, My Decade in the Premier League, вышла в сентябре 2012 года.
В июле 2006 года адвокаты Руни обратились в ВОИС с иском о получении прав на доменные имена waynerooney.com и waynerooney.co.uk, оба из которых были зарегистрированы на имя валлийского актёра Хью Маршалла в 2002 году. Три месяца спустя ВОИС частично удовлетворила иск Руни, признав его права на доменное имя waynerooney.com.
В 2011 году в прессе появились данные, что Уэйн Руни избегает уплаты налогов путём занижения суммы своих официальных доходов, в том числе доходов от спонсорских контрактов. Кроме Руни, в уклонении от уплаты налогов подозреваются и другие известные футболисты — Дэвид Бекхэм, Гарет Барри, Дэниел Старридж. Проверку по этим фактам проводит Управление Великобритании по налогам и таможенным сборам.
В июле 2011 года было объявлено, что футболки с фамилией Руни на спине являются самыми продаваемыми спортивными товарами, связанными с Премьер-лигой. Только в сезоне 2009/10 «Манчестер Юнайтед» продал около 1,5 млн футболок, и, по оценкам, несколько сотен тысяч из них были с фамилией Руни.